# Ilhota
Ilhota este un oraș în Santa Catarina (SC), Brazilia.